# نژاد ایرانی-افغانی

مرد افغان از گونه نژاد ایرانی-افغانی, from Augustus Henry Keane's Man, Past and Present (1899).

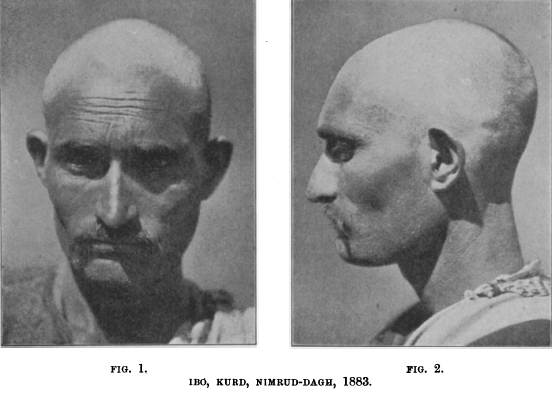
مرد کرد از گونه ایرانی, from The Early Inhabitants of Western Asia(1911)

نژاد ایرانی-افغانی لفظی بود که در نژادگرایی علمی برای جمعیت‌های بومی فلات ایران به کار می‌رفت. نوع ایرانی متعلق به نژاد بزرگتر قفقازی طبقه‌بندی می‌شد، و به کرات، بر اساس مآخذ مورد استفاده با یکی از زیرگونه‌های نوردیک یا مدیترانه‌ای پیوند داده می‌شد.
کارلتون سون در کتاب اش نژادهای اروپا، ایرانی-افغانی را نوردیک طبقه‌بندی می‌کند، و آنها را دارای صورتی دراز، با سری رو به بالا و دماغی خمیده توصیف می‌کند. برتیل لوندمان بر خلاف او ایرانی را یک زیررده از نژاد «مدیترانه شرقی» اش می‌شمرد. ارنست هوتون در ۱۹۴۶ گونه فلات ایرانی را از نوع مدیترانه‌ای اطلسی، به خصوص به دلیل برآمدگی بینی دراز، و پس آمده اش متمایز می‌کند.